# Хмільник (станція, Львівська залізниця)
Хмільник — вузлова пасажирська залізнична станція Ужгородської дирекції Львівської залізниці, вузькоколійна залізниця Виноградів — Іршава.
Розташована у с. Хмільник Іршавського району.

## Історія
Станцію було відкрито 23 грудня 1908 року при відкритті руху на ділянці Берегове — Довге та Виноградів — Хмільник. Станція виникла під такою ж назвою.
Лінія на Берегове наразі не має пасажирського руху, по лінії Виноградів — Іршава наразі не здійснюється приміський рух. Для більшості приміських потягів, що курсують з Виноградова, станція Хмільник є кінцевою.